# K-діапазон (IEEE)
За стандартною класифікацією IEEE K-діапазон або K-смуга — частина радіочастотного спектра в мікрохвильовому діапазоні частот від 18 до 27 гігагерц (ГГц). Діапазон частот в центрі K-смуги між 18 і 26,5 ГГц добре поглинається водяною парою в атмосфері із резонансним піком в 22.24 GHz, 1.35 cm. Тому ці частоти дуже швидко згасають при проходженні атмосфери і не можуть використовуватися для передачі сигналів на дальні відстані. З цих причин початковий K діапазон було розділено на три смуги, Ka смугу, K-смугу, і Ku смугу, що деталізовані нижче.

## Розділення
Оскільки в середині діапазону існує пік, який добре поглинається водяною парою, IEEE K смугу зазвичай ділять на три під-смуги:
- Ka смуга: англ. K-above band (верхня K-смуга), 26,5–40 ГГц, здебільшого використовується радарами і експериментальними засобами зв'язку. Орбітальний телескоп Кеплер є першою місією NASA де використовується Ka діапазон для DSN зв'язку.[2]
- K смуга 18–27 ГГц: Через поглинання водою частоти в 22 ГГц цей діапазон має високий ступінь поглинання атмосферою і придатний тільки для застосування на малій відстані.
- Ku смуга: англ. K-under band (нижня K-смуга), 12–18 ГГц, здебільшого використовується для супутникового зв'язку, супутникового телебачення, наземного мікрохвильового зв'язку, і радарів, особливо для реєстраторів швидкості руху для застосування поліцією.

## Любительське радіо
Регламент радіочастот встановлений Міжнародним союзом електрозв'язку для аматорського радіо і аматорських супутників дозволяє працювати в діапазоні частот від 24,000 ГГц до 24,250 ГГц, що відомо під назвою 1,2-сантиметровий діапазон. 